# Hard Candy
Hard Candy este cel de-al unsprezecelea album de studio al cântăreței și textierei americane Madonna, lansat la 19 aprilie 2008 prin Warner Bros. Records. Materialul discografic a reprezentat ultimul album de studio lansat sub egida casei de discuri respective, marcând finalul unui parteneriat de 25 de ani. Madonna a început să lucreze la album la începutul anului 2007, colaborând cu Justin Timberlake, Timbaland, The Neptunes și Nate „Danja” Hills. Cu toate că Hard Candy conține influențe din muzica R&B, acesta rămâne la bază un album dance-pop. Formația Pet Shop Boys a fost contactată de către compania Warner Bros. pentru a colabora cu Madonna, însă aceștia s-au răzgândit mai târziu și și-au retras invitația.
Solista a devenit interesată în a colabora cu Timberlake după ce a ascultat albumul său din 2006, FutureSex/LoveSounds. Împreună, aceștia au conceput numeroase cântece, bazate doar pe demo-urile realizate de Pharrell Williams. Madonna a compus o serie de melodii pentru album, Timberlake declarându-se impresionat de acestea. De cele mai multe ori, cei doi purtau conversații intense înainte de a înregistra o piesă. Mai târziu, Madonna a afirmat faptul că majoritatea cântecelor de pe Hard Candy sunt autobiografice în diferite aspecte. Totuși, potrivit solistei, acest lucru a fost complet neintenționat.
Inițial, artista și-a dorit să o portretizeze pe Madona Neagră pentru copertă, și să numească albumul astfel, însă mai târziu, a considerat că această idee ar fi una mult prea controversată. Aceasta a numit materialul discografic „Hard Candy” (ro.: „Drops”), făcând referire la juxtapunerea dintre duritate și dulceață. Recepția din partea criticilor a fost una favorabilă, cu toate că unii recenzenți au criticat încercarea sa de a se folosi piața muzicală urban. În urma lansării sale, Hard Candy a debuta pe prima poziție a clasamentelor din 37 de țări, notabil Statele Unite, Australia, Canada, Germania, Japonia, Regatul Unit și Spania, devenind al unsprezecelea cel mai bine vândut album al anului 2008. Hard Candy s-a vândut în peste patru milioane de exemplare în întreaga lume.
Cântecele „4 Minutes”, „Give It 2 Me” și „Miles Away” au contribuit la promovarea materialului discografic, fiind lansate ca discuri single. Melodia „4 Minutes” a obținut succes comercial în întreaga lume, ocupând locul unu în peste 21 țări și devenind cel de-al 37-lea șlagăr de top 10 al Madonnei în clasamentul Billboard Hot 100 din Statele Unite. Cântăreața a pornit într-un turneu promoțional, cântând în câteva locații mici din trei țări. Albumul a primit majoritatea promovării prin intermediul Sticky & Sweet Tour (2008–2009), acesta devenind ulterior turneul cu cele mai mari încasări din istorie pentru un artist solo.

## Informații generale

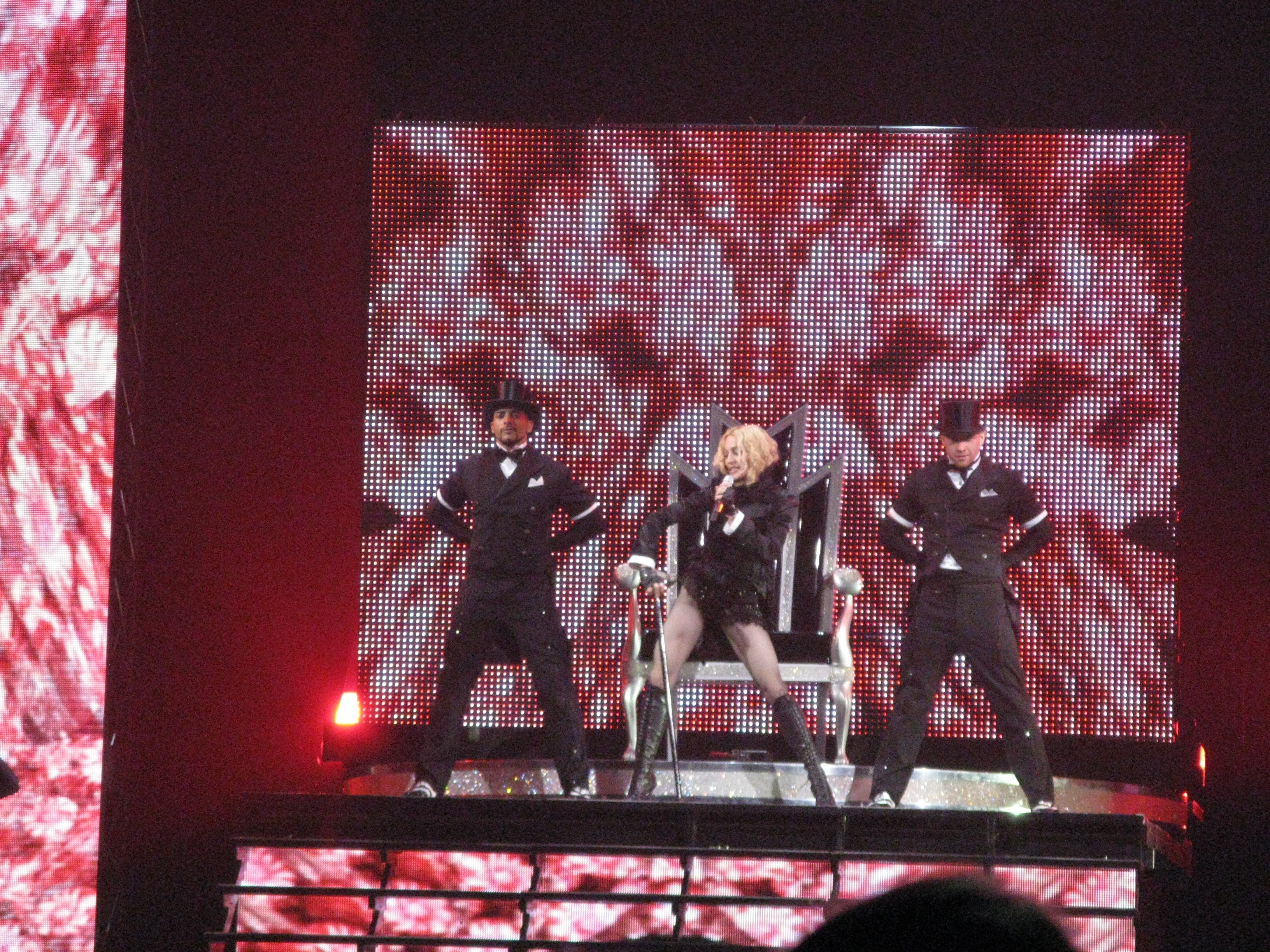
Madonna cântând „Candy Shop” într-un spectacol din cadrul turneului Sticky & Sweet Tour.

În luna februarie a anului 2007, Timbaland a confirmat faptul că va colabora cu Madonna pentru următorul ei album de studio. Hard Candy a reprezentat ultimul album lansat sub egida casei discuri Warner Bros. Records, iar după lansarea compilației Celebration, artista s-a alăturat Live Nation Artist, o inițiativă lansată de compania Live Nation. Contractul pe 10 ani împreună cu Live Nation a cuprins toate viitoarele activități legate de muzică ale Madonnei, inclusiv noi albume de studio, noi turnee, fan cluburi/website-uri, DVD-uri, proiecte de televiziune și film legate de muzică, și acorduri de sponsorizare asociate. În august 2007, Timbaland a vorbit despre dezvoltarea materialului discografic în timpul unui interviu pentru MTV News. El și Justin Timberlake au fost confirmați ca fiind colaboratorii pentru albumul Madonnei, aceștia spunând că au compus zece cântece pentru ea. Piesele confirmate au fost „La, La” și „Candy Shop”, cel din urmă fiind compus de Pharrell Wiliams. Timbaland a adăugat că:

„Eu și Justin am realizat piesele. [Madonna] are un album grozav. Albumul ei este similar cu cel al lui Justin. [...] Oh, frate, este un cântec, ne-am dorit să ne întoarcem la «You must be my luck-eee starrrr!» ... Îți amintești de «Ugly» de la Bubba Sparxxx? Am un beat similar ca acela. Post-refrenul nu are cuvinte. Sunt doar niște chestii numite după cafea... Numele melodiei este «La, la». Pharrell a făcut o piesă super pentru ea, se numește «Candy Shop»”.

Timbaland a încheiat prin a spune că titlul albumului nu a fost decis atunci, însă a trebuit să se reîntâlnească cu Madonna pentru a finaliza piesele până în septembrie 2007. MTV a descris noul album ca fiind o mișcare către o direcție urbană. A fost ințial definit drept „un material cu mulți producători din foarte multe genuri muzicale”. Formația Pet Shop Boys a fost contactată de către Warner Bros. pentru a compune și produce câteva melodii de pe album. Timbaland a descris Hard Candy „asemănător cu «Holiday», însă cu un ritm R&B”.

## Compunerea și înregistrarea
Materialul discografic conține colaborări cu Timberlake, Timbaland, Pharrell Williams și Kanye West. Producția a fost realizată de Madonna, Timberlake, The Neptunes și Nate „Danja” Hills. Anterior, artista a lucrat cu producători relativ necunoscuți precum William Orbit, Mirwais Ahmadzaï și Stuart Price. Cu toate acestea, pentru Hard Candy, Madonna s-a hotărât să colaboreze cu producători și artiști care sunt deja renumiți. Într-un interviu pentru MTV, solista a explicat decizia de a colabora cu producători cunoscuți: „Pentru că sunt buni și pentru că îmi place munca lor. [...] Vreau să spun, nu-mi place să mă repet, stăteam și mă gândeam «Ce fel de muzică îmi place acum?». Și a fost chiar albumul [lui Timberlake] FutureSex/LoveSounds. [...] Îl ascultam într-un mod obsesiv”.
Atunci când Madonna deja începuse să lucreze la album împreună cu Williams, managerul ei, Guy Oseary, a vorbit cu Timberlake, sugerându-i că „ar fi interesant” să înregistreze câteva cântece împreună cu ea. Timberlake a comentat: „«Asta ar fi extraordinar», însă m-am gândit, «Asta nu se va întâmpla niciodată», [...] Pharrell făcuse deja bazele a ceea ce urma ea să lucreze. M-a pus să ascult «Candy Shop», și alte câteva cântece, și m-am gândit «Ce direcție artistică interesantă». M-am gândit că ar putea să facă întregul album în principal cu Pharrell dacă ar fi vrut, așa că l-am întrebat pe Tim «Noi cum ne vom integra?». Și practic am făcut exact ceea ce am făcut pentru albumul meu, am co-produs, și am pus-o pe Madonna în amestec”. Primul cântec înregistrat de Madonna și Timberlake a fost „Devil Wouldn't Recognize You”. Piesa la care artista a început să lucreze cu ani înaintea proiectului Hard Candy a fost comparabilă cu „Frozen” (1998) în opinia lui Timberlake. Acesta și-a dorit să transforme versul „The devil wouldn't recognize you, but I do” (ro.: „Diavolul nu te-ar recunoaște, dar eu o fac”) într-un post-refren captivant, și să-l facă să sune ca un concept.
Timberlake s-a declarat impresionat de cantitatea de material deja înregistrat de către solistă. Acesta a spus că nu își scrie versurile pe hârtie, de vreme ce ideile lui vin foarte repede. Cu toate acestea, „[Madonna] avea atât de multe gânduri, enigme, poezii, sentimente, toate scrise în aceste carnețele uriașe ... și a ales să le înmâneze. A fost uimitor, luând toate aceste bucăți mici de aici și de acolo și punându-le cap la cap, ca pe un puzzle”. Pentru piesa „Miles Away”, Timberlake a cântat un acord de chitară Madonnei și a întrebat „Ce vrem să facem cu asta? Despre ce vrem să fie? Ce vrem să spunem?”. Cântăreața s-a decis să poarte discuții cu Timberlake pentru a dezvolta idei pentru melodii. Una dintre ele a fost universalitatea relațiilor la distanță, fiind amândoi de acord. Cu toate că l-au considerat a fi un concept mult prea personal, acesta a fost folosit pentru „Miles Away”. Madonna a comentat cu privire la piesă, spunând: „Ne-am expus lucrurile acolo.  [...] Și după ce am terminat cântecul, toată lumea din studio a spus «Oh, am pățit și eu asta»”.

## Structura muzicală și versurile
În timpul unui interviu pentru revista Interview, Madonna a explicat sursele de inspirație din spatele cântecelor de pe album. Artista a spus că „cel mai probabil, majoritatea aspectelor din piesele de pe Hard Candy sunt autobiografice. Însă într-un mod inconștient. Nu prea mă gândesc la povestirea experiențelor personale atunci când compun muzică. Vine de la sine. Și de cele mai multe ori, șase luni mai târziu, opt luni mai târziu, mă gândesc «Oh, despre aia este melodia pe care am scris-o». Iar atunci când difuzez muzica către mai mulți oameni, toți spun «Oh, și eu am trecut prin asta»”. „Candy Shop” este cântecul de deschidere al albumului. Produs de Williams, piesa folosește cuvântul „candy” (ro.: „bomboană”) drept o metaforă pentru sex. Williams a spus: „Eram în studio, [...] iar [Madonna] mi-a zis «Ascultă, vreau niște chestii beton». Iar eu mă uitam la ea și mă întrebam «A spus cumva chestii beton?». Iar ea mi-a spus «Ce?». Apoi am zis «OK». Deci pur și simplu am lucrat și am făcut piesa”. Primul disc single extras de pe album, „4 Minutes”, a fost inițial intitulat „4 Minutes to Save the World”. Dezvoltarea melodiei a fost determinată de conștientizarea urgenței de a salva planeta de la distrugere, și modul în care oamenii pot să se distreze în timpul acestui proces. Potrivit solistei, piesa a reprezentat o sursă de inspirație pentru documentarul Exist pentru că existăm. Timberlake și Timbaland au contribuit ca voci secundare în piesă. „4 Minutes” este un cânte dance uptemo, realizat într-un stil urban și hip hop, încorporând, de asemenea, beat-uri bhangra ale lui Timbaland. Instrumentația utilizată include și alămuri, sirene pentru ceață, sau talăngi. Versurile cântecului conțin un mesaj legat de conștiința socială, inspirat de vizita Madonnei în Africa și suferința umană la care a fost martoră.
„Miles Away” este un cântec ce este pe înțelesul multor oameni care muncesc. Dacă a călători face parte din serviciul tău, iar și persoana cu are ai o relație lucrează și călătorește, te trezești foarte separat și poate fi foarte frustrant. [...] Sunt americană, iar el [Guy Ritchie] este englez, eu trebuie să vin în America mereu. [...] Chestia asta cu relația la distanță a fost foarte enervantă, mai ales la începutul relației noastre. Cred că este mult mai ușor pentru oameni să spună lucruri de la o anumită distanță; este mai sigur. În „Miles Away” mă infiltrez în conștiința globală a oamenilor care au probleme legate de intimitate. 
IÎn „Give It 2 Me”, cel de-al doilea single de pe album, elemente din muzica bounce sunt combinate cu o linie de bas funky. Madonna cântă versuri precum „If it's against the law, arrest me/If you can handle it, undress me” (ro.: „Dacă-i împotriva legii, arestează-mă/Dacă te poți descurca, dezbracă-mă”). Cântecul conține un interludiu în care solista rostește în mod repetat cuvintele „Get stupid” (ro.: „Prostește-te”), în timp ce Williams cântă „To the left, to the right” (ro.: „La stânga, la dreapta”). „Give It 2 Me” a fost compus de Madonna drept o piesă antemică de auto-manifestare. Deși versurile par a fi despre dans și sex, acestea fac referire la cariera Madonnei de trei decenii în industria muzicală. „Give It 2 Me” este un cântec dance uptempo, instrumentația acestuia incluzând percuție vest-africană și tălăng. Acompaniamentul vocal este realizat de Williams. Cea de-a patra melodie, „Heartbeat”, o prezintă pe Madonna cântând emoționant și conține, de asemenea, o secvență intermediară în care, în comparație cu restul cântecului, muzica își schimbă ritmul normal, fiind prezente doar tobe.
Potrivit MTV, „Miles Away”, cel de-al treilea single de pe album, a fost cea mai înșelătoare piesă simplă deoarece, deși la prima vedere pare clară, conține de fapt numeroase trucuri tehnice pe dedesubt. Cântecul este o abatere de la tema dance a albumului, versurile acestuia vorbind despre relațiile la distanță. „Miles Away” este o baladă electronică melancolică care, potrivit Madonnei, este autobiografică, fiind inspirată de fostul ei soț, Guy Ritchie. Următoarea melodie, „She's Not Me” conține, de asemenea, versuri legate de relații. Artista vorbește despre o rivalitate cu o altă femeie, rostind astfel versuri precum „She started dressing like me and talking like me, It freaked me out, She started calling you up in the middle of the night, What's that about?” (ro.: „A început să se îmbrace ca mine și să vorbească la fel ca și mine, Mă bagă în sperieți, A început să te sune în mijlocul nopții, Ce înseamnă toate astea?”).
Cea de-a șaptea piesă, „Incredible”, începe drept un cântec de dragoste, însă devine ulterior o rugăminte către cineva pentru a o lua de la capăt. Compoziția melodiei se modifică începând cu interludiul. Potrivit MTV, schimbarea de structură din „Incredible” reflectă propia confuzie a Madonnei în legătură cu sentimentele acesteia pentru iubitul din cântec. Artistă cântă „Can't get my head around it, I, I need to think about it” (ro.: „Nu pot să-mi dau seama, Trebuie să mă gândesc la asta”). „Beat Goes On” este o piesă cu influențe din muzica R&B a anilor '70 și muzica dance a anilor '80, realizată în colaborare cu solistul Kanye West, acesta cântând rap în secvența intermediară. Williams a descris etica profesională a Madonnei ca fiind diferită decât cea a altor artiști cu care acesta a lucrat anterior. Acest lucru s-a reflectat în melodii precum „Spanish Lesson” în care solista rostește versul „If you do your homework/ Baby I will give you more” (ro.: „Dacă îți faci temele/Îți voi da mai multe, dragule”). Cântecul prezintă influențe din muzica spaniolă. Elemente din muzica groove sunt, de asemenea, utilizate în piesa „Dance 2Night”, realizată în colaborare cu Timberlake.
„Devil Wouldn't Recognize You” este o melodie la care Madonna a început să lucreze înainte ca proiectul Hard Candy să înceapă. Piesa învăluită în mister începe ușor și încet, cu clapele unui pian. Aceasta devine ulterior rapidă și melancolică, solista cântând „Your eyes are full of surprises/ They cannot predict my fate” (ro.: „Ochii tăi sunt plini de surprize/Nu-mi pot prezice destinul”). „Voices”, ultimul cântec de pe album, este o piesă cu influențe trip hop. Versurile acesteia pun la îndoială cine deține cu adevărat controlul: „Are you walking the dog?/ Is the dog walking you?” (ro.: „Ești tu cel care plimbă câinele?/Sau câinele te plimbă pe tine?”).

## Lansarea și coperta

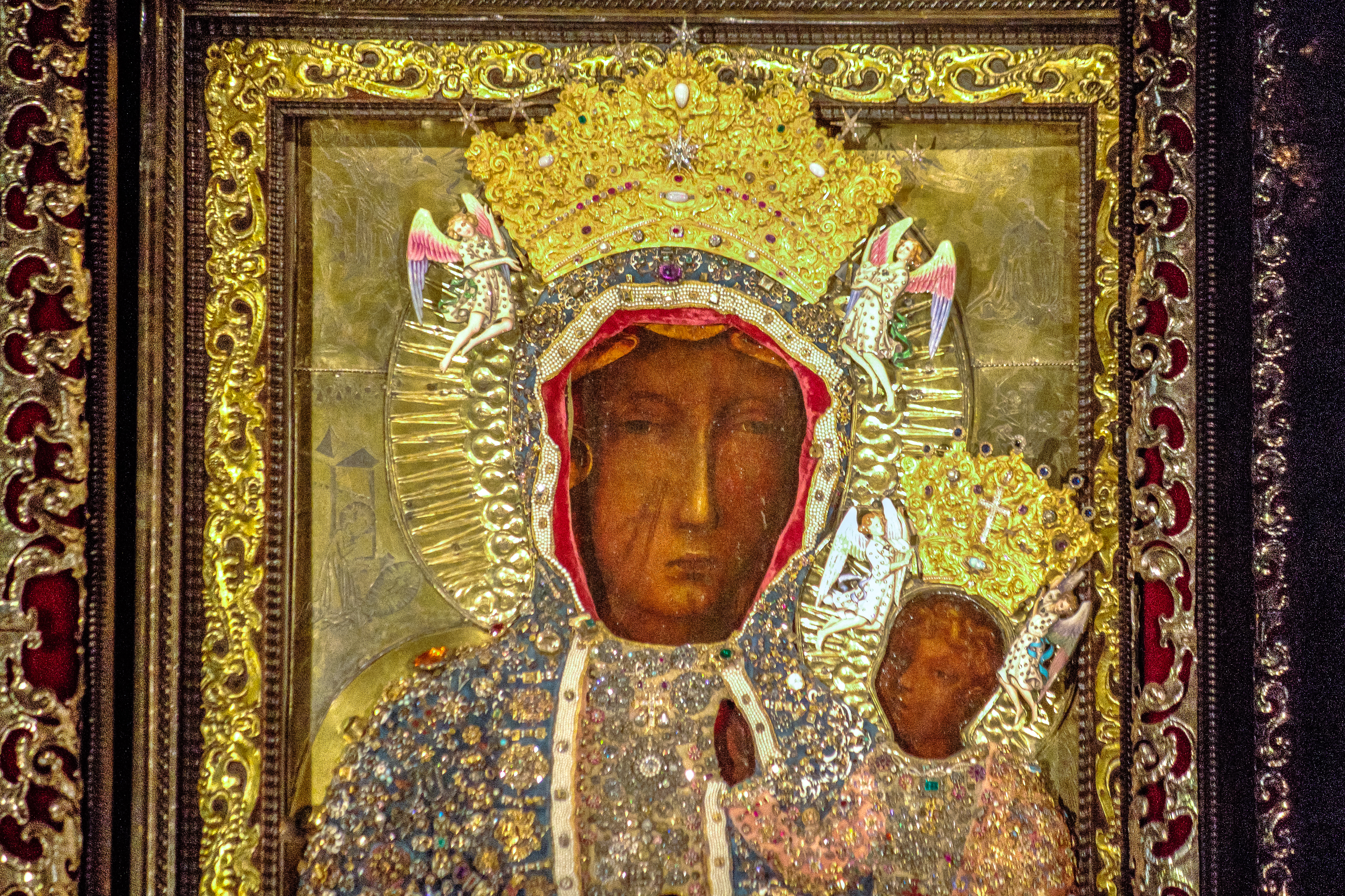
Artista și-a dorit să o întruchipeze pe Madona Neagră pentru coperta albumului, însă ideea a fost respinsă.

Hard Candy a fost lansat la 25 aprilie 2008 în câteva țări europene: Germania, Irlanda, Austria și Țările de Jos. La 28 aprilie, albumul a fost lansat în Regatul Unit, Brazilia, și în celelalte țări din Europa. Lansarea din Statele Unite, Mexic și Canada a avut loc la 29 aprilie. Publicația Billboard a comunicat faptul că numele materialului ar fi Licorice (ro.: Anason), așa cum a fost anunțat în timpul programului OutQ de pe postul de radio Sirius Satellite. Într-un interviu pentru MTV Australia, Madonna a explicat că o temă proeminentă a albumului Hard Candy a fost încorporarea imaginii unui boxer, o idee ce a fost inclusă în cântecul „Give It 2 Me”. Potrivit solistei, „Semnificația lui «Give It 2 Me» este exact opusul. Nu sunt genul de persoană care spune «dă-mi tot ce ai», este un soi de atitudine dură”. În consecință, Madonna a decis inițial că titlul piesei va fi utilizat pentru albumul care nu avea încă un nume. Decizia a fost ulterior modificată după ce Timbaland a lansat un single ce avea un titlu similar. Mai târziu, cântăreața a hotărât să-și numească albumul Black Madonna, și chiar să realizeze fotografii pentru coperta acestuia, purtând un machiaj care să îi facă fața neagră și ochii albi. În cadrul unui interviu pentru revista Rolling Stone, artista a afirmat:

„Am făcut o ședință foto cu Steve Klein pentru coperta ultimului meu album, și mi-am pictat fața în negru, cu excepția buzelor roșii și ochilor albi. A fost un joc de cuvinte. Ai auzit vreodată de Madona Neagră? Are o mulțime de sensuri, și pentru un minut, m-am gândit că ar fi un titlu haios pentru albumul meu. Însă apoi m-am gândit «Doar 25% din oameni ar înțelege asta, sau poate chiar mai puțin, nu se merită». Asta mi se întâmplă mereu, deoarece referințele mele depășesc de obicei scara Richter”.

Titlul albumului a fost ulterior confirmat de către MTV ca fiind Hard Candy. Impresarul Madonnei, Liz Rosenberg, a declarat pentru Entertainment Weekly că: „Ea iubește dulciurile, [...] [Titlu este] despre juxtapunerea dintre duritate și dulceață, sau așa cum Madonna ar spune foarte elocvent: «Îți voi tăbăci fundul, însă îți va plăcea»”. Coperta materialului a fost lansată în aceeași zi, prezentând-o pe solistă cu părul tuns scurt, purtând un costum mulat negru, și o centură de campion de Wrestling de-a lungul taliei. Centura include inscripția „Give It to Me”, titlul original al albumului. Fundalul imaginii afișează vârtejurile unei acadele roz. Fotografia a fost făcută în timpul unei ședințe foto cu Klein pentru ediția din aprilie 2008 a revistei Interview.

## Promovarea
Șapte cântece de pe album au fost puse la dispoziție pentru descărcare prin telefon mobil pe parcursul săptămânii anterioare celei în care a avut loc lansarea materialului discografic. În cursul perioadei 21-28 aprilie, piesele „Candy Shop”, „Miles Away”, „Give It 2 Me”, „Heartbeat”, „Beat Goes On”, „Devil Wouldn't Recognize You” și  „She's Not Me” au fost distribuite. Pe lângă acestea, albumul Hard Candy și videoclipul pentru melodia „4 Minutes” au fost preîncărcate pe modelele de telefoane Samsung F400 din Franța. În alte țări, compania Vodafone și Warner Music au încheiat un parteneriat care viza muzică și alte conținuturi multimedia pentru mobile de pe „Hard Candy” ce urmau să fie disponibile în mod exclusiv pentru clienții serviciului Vodafone înainte de lansarea oficială a albumului. O înțelegere similară a fost făcută cu Sony Ericsson, aceștia punând la dispoziție în mod preîncărcat materialul discografic pe telefoanele utilizatorilor din peste 27 de țări din întreaga lume. Hard Candy a fost, de asemenea, pus la dispoziție spre streaming pe rețeaua de socializare MySpace, cu patru zile înainte de lansarea din Statele Unite. De asemenea, în timpul ultimului episod al celui de-al doilea sezon al serialului Betty cea urâtă, „Jump”, au fost utilizate doar cântece ale Madonnei. Piesele incluse au fost „Candy Shop”, „Spanish Lesson”, „She's Not Me” și „Miles Away”, precum și single-ul din anul 2006, „Jump”. Melodia „Miles Away” a fost totodată inclusă în serialul dramatic japonez, Change.

### Hard Candy Promo Tour

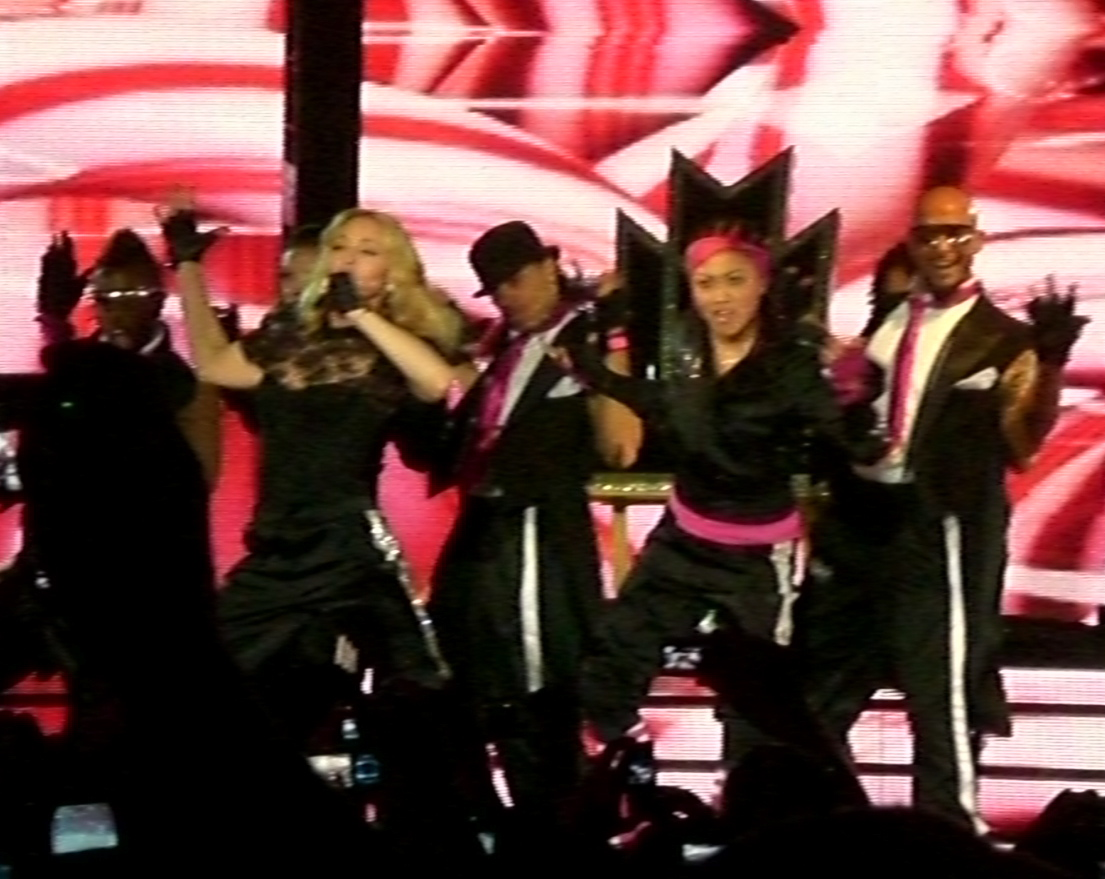
Madonna și dansatorii ei, interpretând în cadrul turneului promoțional Hard Candy în mai 2008.

În urma lansării albumului, Madonna a pornit într-un scurt turneu de promovare. Spectacolele din cadrul turneului au reprezentat primul proiect din cadrul noului contract cu compania Live Nation, conținutul media fiind furnizat de către „Frank the Plumber LLC”. Concertul a constat într-o interpretare de 40 de minute, incluzând șase cântece. Spectacolele au avut loc în New York City, Paris și Maidstone. Într-un interviu pentru BBC, Madonna a declarat:

„Evident, vreau să încerc lucruri noi de care sunt încântată. Cred că motivul pentru care oamenii vin este acela că vor să asculte atât piese noi, cât și vechi. Am ales «Hung Up» pentru că a fost cel mai de succes single de pe albumul anterior, însă am ales și «Music» pentru că este pe placul publicului, este antemic și îi unește pe oameni”.

Spectacolul a inclus o scenă extensibilă, cu cinci platforme, afișând coperta albumului. Madonna, purtând un costum negru mulat și o bluză din dantelă, apare pe scenă stând pe un tron și ținând un toiag auriu în mână, pe măsură ce piesa „Candy Shop” începe. Imaginile difuzate pe ecranele de fundal afișează produse zaharoase, în timp ce cântăreața, alături de cei șase dansatori, realizează coregrafia. În continuare, Madonna ia o înghițitură dintr-o sticlă de șampanie, înainte de a cânta „Miles Away” alături de o chitară acustică. Imagini ale unor avioane decolând și aterizând, aeroporturi și diverse locații din întreaga lume sunt proiectate pe ecranele din spatele solistei. Piesa „4 Minutes” este cântată mai apoi, iar un ceas ticăind, asemănător cu cel din videoclipul melodiei, este prezentat pe fundal. Madonna face o pauză pentru a mulțumii colaboratorilor ei, precum Timberlake, West sau Timbaland. Înainte de a dedica următorul cântec fanilor ei, „Hung Up” de pe albumul din 2005, Confessions on a Dance Floor, artista declară publicului: „Mă simt cea mai norocoasă fată din lume”. Melodia este mixată cu single-ul formației The Rolling Stones, „(I Can't Get No) Satisfaction”. Momentul este urmat de piesa „Give It 2 Me”. Aici, lasere roz și verzi sunt pulsate către audiență. Spectacolul se încheie cu interpretarea cântecului „Music” (2000) pe măsură ce dansatorii Madonnei ies pe ușa unui metrou argintiu fals. Cântăreața dansează pe scenă și dă mâna cu publicul. Ulterior, Madonna se deplasează înapoi către ușa în spatele căreia dispare, moment ce anunță finalul concertului.
Chris Harris de la MTV a oferit o recenzie pozitivă spectacolului de la Roseland Ballroom, New York, spunând: „A fost un eveniment mai potrivit pentru Madison Square Garden, unul pe care acești fani — dintre care mulți probabil au trebuit să angajeze o bonă pentru după-amiază — nu-l vor uita prea curând”. Ben Sisario de la ziarul The New York Times a comentat: „pentru fanii Madonnei, [spectacolul din New York] a demonstrat faptul că, a o vedea pe artistă pe gratis, într-o sală cu o capacitate de 2200 de persoane — minusculă în comparație cu standardele turneelor ei — a fost ceva ce a meritat așteptat. Iar așteptarea a durat foarte mult”. Silvio Piterolungo de la revista Billboard a fost de părere că „Mulțimea de 2200 de oameni a fost cu siguranță dedicată”. La 30 aprilie 2008, spectacolul din New York a fost difuzat live prin MSN, în asociație cu Control Room și Live Nation. Concertul a fost difuzat pe plan internațional la 15 mai 2008. Organizatorii concertului de la Maidstone au întâmpinat probleme datorită limbajului licențios utilizat de Madonna pe scenă, numeroase reclamații fiind adresate către BBC atunci când spectacolul a fost difuzat la Radio 1.

### Sticky & Sweet Tour

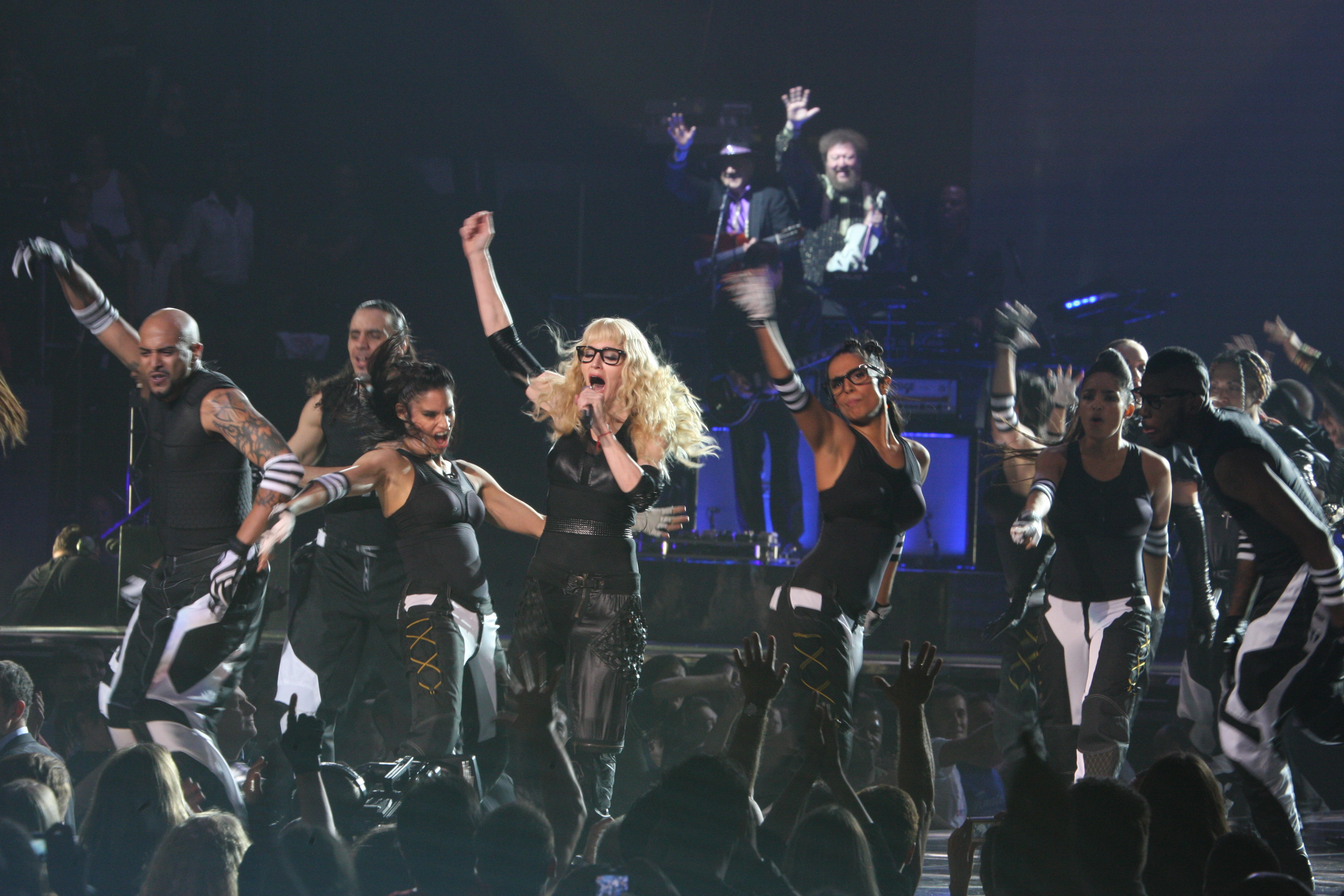
Madonna cântând cel de-al doilea single, „Give It 2 Me”, în timpul turneului Sticky & Sweet Tour.

Pentru a continua promovarea albumului, Madonna a pornit în cel de-al optulea ei turneu mondial de concerte, Sticky & Sweet Tour. Acesta a început în luna august a anului 2008, fiind primul turneu din noul contract cu Live Nation. Spectacolele au fost anunțate în februarie 2008, date din Statele Unite și Regatul Unit fiind dezvăluite. Cu toate că au fost planificate concerte în Australia, acestea nu au putut fi materializate din cauza problemelor economice și crizei financiare. Costumele au fost realizate de designerul Arianne Phillips, sprijinită de numeroase mărci de modă faimoase, notabil Givenchy, Stella McCartney, Yves Saint Laurent, Roberto Cavalli, și Jeremy Scott. Scena a fost proiectată în mod similar cu cea din turneul anterior, Confessions Tour (2006). În urma finalizării spectacolelor din anul 2008, Madonna a anunțat faptul că a planificat o nouă serie de concerte în Europa pentru anul 2009, în orașe și țări în care fie nu a mai cântat niciodată, fie nu a mai cântat de multă vreme.
Turneul a fost descris drept „o călătorie rock dansantă”. Concertul a fost împărțit în patru segmente: Pimp, unde sadomasochismul a fost tema principală, Old School, unde artista și-a interpretat piesele clasice pe măsură ce imagini ale lucrărilor artistului decedat Keith Haring erau afișate în fundal, Gypsy, o fuziune de muzică folk țigănească și muzică dance, interpretările variind de la melancolice la vesele, și Rave, unde solista a cântat piese cu influențe orientale. Spectacolele s-au încheiat cu piesa „Give It 2 Me”, Madonna invitând publicul să cânte alături de ea. Câteva modificări în lista de cântece au avut loc pentru concertele din Europa din 2009, fiind adăugat un omagiu de dans pentru artistul decedat Michael Jackson. Turneul a primit recenzii pozitive din partea criticilor.
Turneul Sticky & Sweet a doborât numeroase recorduri în ceea ce privește vânzarea biletelor, încasări finale și prezența publicului. La finalul anului 2008, Sticky & Sweet a devenit turneul cu cele mai mari încasări din istorie pentru un artist solo, 282 milioane de dolari fiind suma încasată, și doborând astfel recordul susținut anterior de Madonna însăși cu turneul Confessions Tour. Per ansamblu, solista a cântat pentru peste 3.5 milioane de fani din 32 de țări, încasând un total de 408 milioane de dolari. Sticky & Sweet a devenit al doilea turneu cu cele mai mari încasări din istorie, și turneul cu cele mai mari încasări din toate timpurile pentru un artist solo. La ediția din 2009 a premiillor Billboard Touring Awards, Sticky & Sweet a câștigat premiul pentru turneul cu cele mai mari încasări, precum și premiul pentru turneul cu cel mai numeros public. Managerul Madonnei, Guy Oseary, a primit premiul pentru cel mai bun manager.

### Discuri single
„4 Minutes” a fost lansat ca primul disc single extras de pe album la 13 februarie  2008 prin Warner Bros. Records. Cântecul a primit laude din partea criticilor contemporani. Cu toate acestea, câțiva au considerat că Madonna este artistul secundar din melodie, și nu Justin Timberlake. „4 Minutes” a obținut succes internațional, ocupând locul unu în clasamentele din 21 de țări din întreaga lume. Melodia a devenit cel de-al 13-lea single al artistei care să ajungă pe prima poziție în Regatul Unit, cele mai multe pentru o cântăreață în istoria clasamentului britanic. În Statele Unite, „4 Minutes” a ocupat locul trei în Billboard Hot 100, oferindu-i Madonnei cel de-al 37-lea ei șlagăr de top 10, depășind astfel recordul deținut anterior de Elvis Presley. În videoclipul piesei, Madonna și Timberlake cântă și fug de un ecran negru uriaș care devorează totul în calea lui. La final, Madonna și Timberlake se lasă mistuiți de acesta. Cântecul a primit o nominalizare la premiul Grammy pentru cea mai bună colaborare pop vocală.
„Give It 2 Me” a fost lansat la 8 mai 2008 sub egida Warner Bros. Records drept cel de-al doilea single de pe album. Melodia a primit recenzii pozitive din partea criticilor de specialitate. Piesa a devenit cel de-al 39-lea single al artistei care reușește să ajungă pe locul unu în clasamentul Billboard Hot Dance Club Play. „Give It 2 Me” a apărut în Billboard Hot 100 pentru o săptămână, ocupând locul 57. Cântecul a ajuns pe locul unu în topurile din România, Spania și Țările de Jos, devenind, de asemenea, un șlagăr de top 10 în alte țări din Europa. Single-ul a primit în anul 2009 o nominalizare la premiul Grammy pentru cea mai bună înregistrare dance. „Miles Away” a fost lansat drept al treilea și ultimul single de pe album la 15 august 2008. Melodia a primit recenzii pozitive și aprecieri din partea criticilor, fiind comparată cu single-ul din 2006 a lui Justin Timberlake, „What Goes Around.../...Comes Around”. Cântecul a ajuns în top 40 în clasamentele din Canada, Belgia, Regatul Unit, România și Țările de Jos. Cu toate că nu a apărut în topul oficial din Statele Unite, „Miles Away” a devenit cel de-al șaptelea single consecutiv al Madonnei care se clasează pe locul unu în topul Hot Dance Airplay.

## Receptare

### Critică
Hard Candy a primit, în general, recenzii pozitive din partea criticilor de specialitate. Albumul a obținut un scor de 65/100 pe site-ul Metacritic, indicând „recenzii general favorabile”. Mark Savage de la BBC a comentat compoziția cântecelor, spunând „dacă o parte din piese ar fi fost trimise la câțiva producători ce au un gram de rafinament, Hard Candy ar fi fost unul dintre cele mai bune albume ale Madonnei [...] Din nou și din nou, artista își aduce simțurile pop peste arsenalul de instrumentaluri zdrăngănitoare, secvențe rap și producția exagerată”. Stephen Thomas Erlewine de la AllMusic a fost de părere că „Există o senzație palpabilă în dezinteresul [din Hard Candy], de parcă [artista] ar fi încredințat conducerea către Pharrel și Timba-Lake, având încredere să pregătească această bucată învechită de bomboane vechi. Poate că nu mai e atât de interesată de muzică, poate doar caută să termine acest ultim album cu Warner înainte de a trece mai departe pe pășunile mai verzi ale Live Nation—în orice caz, Hard Candy este un lucru rar: un album Madonna fără viață”.
Tom Young de la revista Blender a oferit o recenzie pozitivă înregistrării, opinând: „Pe Hard Candy, Madonna se comportă ca un hoț profesionist îmbătrânit, furișându-se în templul de bunătăți ale muzicii pop pentru un ultim câștig mare. Albumul cu numărul 11 este, bineînțeles, puțin obscen, nu foarte obraznic, însă este o adevărate baie în cada cu murdărie, în comparație cu prediciile C-SPAN și vibrația confesională a lui American Life din 2003, sau natura club-trance a lui Confessions on a Dance Floor din 2005”. Într-o recenzie pentru publicația Billboard, Kerri Mason a complimentat noul sunet și direcția muzicală luată de Madonna, însă a fost de părere că solista a devenit marioneta producătorilor și a adăugat că „Madonna îi face de obicei pe producători, nu producătorii pe Madonna”. Chris William de la Entertainment Weekly a oferit albumului un calificativ B+, spunând „[Madonna] este cea care face să funcționeze acest material surprinzător de tineresc”. Mike Collett-White de la agenția Reuters a opinat că: „Drept un cadou de despărțire, al unsprezecelea album de studio al Madonnei—și ultimul ei album înainte de părăsi parteneriatul cu Warner Bros.—este neobișnuit de generos, dacă ar fi să citim recenziile timpurii. [...] Hard Candy marchează punctaje solide printre criticii rock”.
Caryn Ganz de la publicația Rolling Stone a spus că Hard Candy este opera „echipei de textieri a regalității clasamentelor americane” care au ajutat-o pe cântăreață „să-și reanalizeze rădăcinile de regină a muzicii urban-disco. [...] Pentru Hard Candy, ea lasă producători de cea mai bună calitate să își facă jocul”. Ben Thompson de la ziarul The Guardian a fost de părere că „Hard Candy este dur, având pepite de aur ce oferă ascultătorilor o plăcere în a-și înfige dinții în el. [...] De fiecare dată când pare în mod amenințător să devină plictisitor, întotdeauna apare ceva care să-ți recapete interesul”. Sarah Haijbegari de la The Times a considerat că „Hard Candy nu este un dezastru”, producătorii albumului „făcând deja același lucru cu Nelly Furtado, Britney Spears și Gwen Stefani”. Andy Gill de la publicația The Independent a spus că materialul a prezentat-o pe Madonna „cum un talent ce era divers odinioară s-a osificat, pur și simplu satisfăcând acum dinții de lapte ai muzicii dance-pop”. Thomas Hausner de la PopMatters a scris că albumul „este suprapopulat de melodii pop reciclate, imperceptibile și artificiale, ceva ce nici vocea liniștitoare a Madonnei nu a putut atenua”.
Tom Ewing de la website-ul Pitchfork a fost de părere că: „după ascultarea [albumului], problema este încă discutabilă—nici o persoană implicată în Hard Candy nu s-a folosit de maximul capacităților creative!”. Sal Cinquemani de la Slant Magazine s-a declarat dezamăgit de album, spunând: „Madonna nu a mai oferit atât de multe cântece anoste și de umplutură pe un disc încă de la debutul ei, și poate că nici atunci. [...] Sunt câteva confesiuni aici—nimic politic, nimic prea spiritual, nici o discuție legată de faimă, război, sau mass-media. Este pur și simplu ceva ce America a comandat”. Wilfred Young de la revista NME a fost de părere că Hard Candy a fost „un album îndeajuns de solid pentru standardele starurilor pop din zilele noastre, însă din partea stăpânei inovației? Destul de mediocru”.

### Comercială

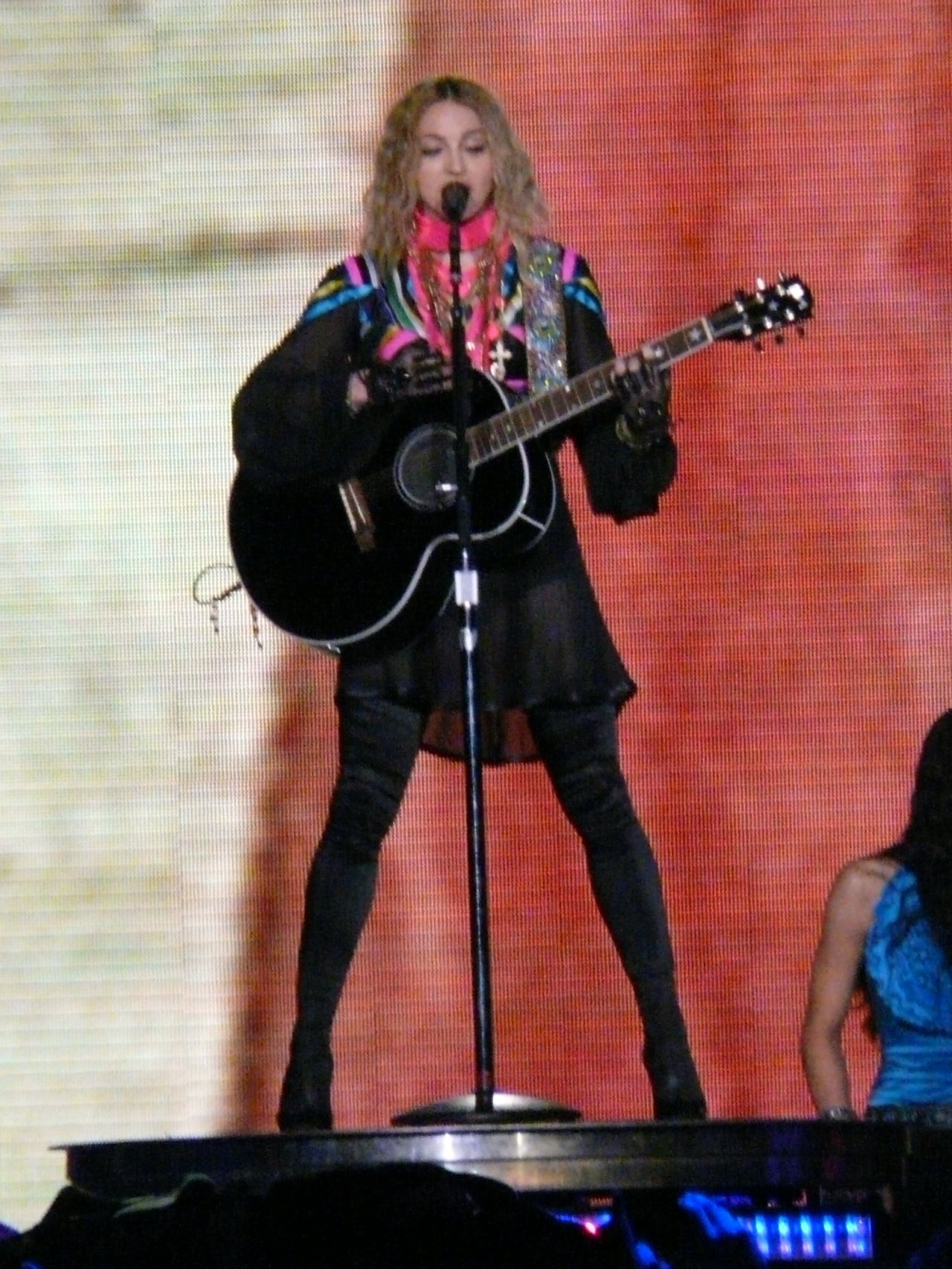
Madonna interpretând cel de-al treilea single de pe album, „Miles Away”, în timpul turneului Sticky & Sweet Tour.

În urma lansării sale, Hard Candy a debutat pe prima poziție a clasamentelor din 37 de țări și a fost al unsprezecelea cel mai bine vândut album al anului 2008, potrivit International Federation of the Phonoraphic Industry. Până în prezent, materialul s-a vândut în peste patru milioane de exemplare pe plan mondial. Potrivit Nielsen SoundScan, Hard Candy s-a vândut în 100,000 de exemplare în prima zi în Statele Unite. Albumul a debutat pe locul unu în clasamentul Billboard 200, 280,000 de copii fiind vândute într-o săptămână. Hard Candy a devenit cel de-al șaptelea album al Madonnei care să ajungă pe prima poziție, devenind a doua cântăreață cu cele mai multe albume de top în istoria clasamentului, fiind în urma Barbrei Streisand. Înregistrarea a primit discul de aur din partea Recording Industry Association of America (RIAA) la 4 iunie 2008, semnificând cele peste 500,000 de exemplare expediate în Statele Unite.Până în decembrie 2016, albumul s-a vândut în 751,000 de copii. În Canada, Hard Candy a debutat pe prima poziție a topului Canadian Albums Chart, primind, de asemenea, discul de platină din partea Music Canada (MC) pentru cele 80,000 de exemplare expediate.
În Australia, Hard Candy a devenit cel de-al șaptelea album al Madonnei care să ocupe locul unu în clasamentul ARIA Albums Chart. Acesta a primit o certificare cu disc de platină din partea Australian Recording Industry Association (ARIA) pentru expedierea a 70,000 de copii. În Noua Zeelandă, Hard Candy s-a clasat pe locul cinci la 5 mai 2008, petrecând un total de nouă săptămâni în top. Albumul a debutat pe primul loc al clasamentului Oricon din Japonia, vânzând 55,462 de exemplare în prima săptămână. Hard Candy și-a păstrat poziția și în următoarea săptămână, având o creștere în vânzări către aproape 80,000 de copii. Discul a reprezentat primul ei album care să ajungă pe locul unu în 18 ani, de la I'm Breathless (1990). Madonna a devenit totodată prima artistă internațională din istoria topului japonez care să aibă albume pe locul unu în trei decenii consecutive. În America Latină, Hard Candy a ajuns pe locul trei și a primit două discuri de aur. În Argentina, acesta s-a clasat pe locul trei în topul lunar al CAPIF, primind, de asemenea, un disc de platină.
Hard Candy a debutat pe prima poziție a clasamentului UK Albums Chart, Madonna devenind astfel unul dintre puținii cântăreți care obțin 10 albume pe primul loc, Elvis Presley având 11, iar formația The Beatles 15. Materialul discografic a primit discul de platină din partea British Phonographic Industry pentru cele peste 300,000 de exemplare expediate în Regatul Unit. Potrivit Official Charts Company, Hard Candy s-a vândut în 335,523 de copii până în septembrie 2009. Albumul a ajuns, de asemenea, pe locul unu în clasamentul European Top 100 Albums. În Germania, înregistrarea a debutat în fruntea topului Media Control Charts, adunând un total de 40 de săptămâni de prezență în clasament. Hard Candy a înregistrat un succes deosebit în Brazila, cântecele „4 Minutes”, „Give It 2 Me”, „Heartbeat”, „Beat Goes On” și „Candy Shop” primind toate câte un disc de platină pentru vânzarea a peste 100,000 de exemplare digitale.

## Lista cântecelor
Versiunea standard
| Nr. | Titlu                                                       | Textier(i)                                      | Producător(i)                                      | Durată |
| --- | ----------------------------------------------------------- | ----------------------------------------------- | -------------------------------------------------- | ------ |
| 1.  | „Candy Shop”                                                | Madonna Pharrell Williams                       | The Neptunes Madonna                               | 4:16   |
| 2.  | „4 Minutes” în colaborare cu Justin Timberlake și Timbaland | Madonna Tim Mosley Justin Timberlake Nate Hills | Timbaland Timberlake Danja                         | 4:04   |
| 3.  | „Give It 2 Me”                                              | Madonna Williams                                | The Neptunes Madonna                               | 4:48   |
| 4.  | „Heartbeat”                                                 | Madonna Williams                                | The Neptunes Madonna                               | 4:04   |
| 5.  | „Miles Away”                                                | Madonna Mosley Timberlake Hills                 | Timbaland Timberlake Danja                         | 4:49   |
| 6.  | „She's Not Me”                                              | Madonna Williams                                | The Neptunes Madonna                               | 6:05   |
| 7.  | „Incredible”                                                | Madonna Williams                                | The Neptunes Madonna                               | 6:20   |
| 8.  | „Beat Goes On” în colaborare cu Kanye West                  | Madonna Williams West                           | The Neptunes Madonna                               | 4:27   |
| 9.  | „Dance 2Night”                                              | Madonna Mosley Timberlake Hannon Lane           | Timbaland Timberlake Lane Demacio „Demo” Castellon | 5:03   |
| 10. | „Spanish Lesson”                                            | Madonna Williams                                | The Neptunes Madonna                               | 3:38   |
| 11. | „Devil Wouldn't Recognize You”                              | Madonna Mosley Timberlake Hills Joe Henry       | Timbaland Timberlake Danja                         | 5:09   |
| 12. | „Voices”                                                    | Madonna Mosley Timberlake Hills Lane            | Timbaland Timberlake Danja Lane                    | 3:39   |

Versiunea distribuită în Japonia (cântec bonus)
| Nr. | Titlu          | Textier(i)       | Producător(i)        | Durată |
| --- | -------------- | ---------------- | -------------------- | ------ |
| 13. | „Ring My Bell” | Madonna Williams | The Neptunes Madonna | 3:54   |

Versiunea deluxe distribuită pe iTunes Store (cântece bonus)
| Nr. | Titlu                                   | Textier(i)                      | Producător(i)                             | Durată |
| --- | --------------------------------------- | ------------------------------- | ----------------------------------------- | ------ |
| 13. | „4 Minutes” (Peter Saves New York Edit) | Madonna Mosley Timberlake Hills | Timbaland Timberlake Danja Peter Rauhofer | 5:00   |
| 14. | „4 Minutes” (Junkie XL Remix Edit)      | Madonna Mosley Timberlake Hills | Timbaland Timberlake Danja Junkie XL      | 4:37   |
| 15. | „Give It 2 Me” (Paul Oakenfold Edit)    | Madonna Williams                | The Neptunes Madonna Paul Oakenfold       | 4:59   |

Limited Collectors Edition Candy Box (cântece bonus)
| Nr. | Titlu                                | Textier(i)                      | Producător(i)                                       | Durată |
| --- | ------------------------------------ | ------------------------------- | --------------------------------------------------- | ------ |
| 13. | „4 Minutes” (Tracy Young House Edit) | Madonna Mosley Timberlake Hills | Timbaland Timberlake Danja Tracy Young              | 3:33   |
| 14. | „4 Minutes” (Rebirth Remix Edit)     | Madonna Mosley Timberlake Hills | Timbaland Timberlake Danja Demacio "Demo" Castellon | 3:42   |

Ediție limitată LP (vinil bonus)
| Nr. | Titlu                              | Textier(i)                      | Producător(i)                       | Durată |
| --- | ---------------------------------- | ------------------------------- | ----------------------------------- | ------ |
| 13. | „4 Minutes” (Tracy Young Mixshow)  | Madonna Mosley Timberlake Hills | Timbaland Timberlake Danja Young    | 6:19   |
| 14. | „4 Minutes” (Peter Saves New York) | Madonna Mosley Timberlake Hills | Timbaland Timberlake Danja Rauhofer | 10:52  |

Note
- ^[a] semnifică un co-producător;
- ^[b] semnifică un producător ajutător;
- ^[c] semnifică un remixer și un producător suplimentar.

## Acreditări și personal
Acreditări adaptate de pe broșura albumului Hard Candy.
- Madonna – voce principală, textier, producător executiv
- Justin Timberlake – voce secundară, acompaniament vocal, textier, producător executiv
- Timbaland – voce secundară, textier, producător executiv, tobe, bas
- Kanye West – voce secundară (rap)
- Pharrell Williams – textier, acompaniament vocal, producător
- Nate „Danja” Hills – producător, claviatură
- Mark „Spike” Stent – înregistrare, mixare
- Andrew Coleman – mixare
- Anthony Asher – inginer de sunet
- Marcella „Ms. Lago” Araica – înregistrare
- Demacio „Demo” Castellon – înregistrare, programare, mixare
- Julian Vasquez – asistent inginer de sunet
- Vadim Chislov – asistent inginer de sunet
- Graham Archer – asistent inginer de sunet
- Fareed Salamah – asistent inginer de sunet
- Joseph Castellon – inginer de sunet senior
- Wendy Melvoin – chitară acustică
- Monte Pittman – chitară acustică și chitară bas
- Hannon Lane – claviatură
- Ron Taylor – Protools
- Stevie Blacke – coarde
- Chris Gehringer – masterizare
- Steven Klein – fotograf
- Giovanni Blanco – direcție artistică
- Guy Oseary – management

## Prezența în clasamente
| Țară (clasament)                           | Poziția maximă | Referință |
| ------------------------------------------ | -------------- | --------- |
| Argentina (CAPIF)                          | 1              | [ 91 ]    |
| Australia (ARIA)                           | 1              | [ 76 ]    |
| Austria (Ö3 Austria)                       | 1              | [ 92 ]    |
| Belgia (Ultratop 50 Flanders)              | 2              | [ 51 ]    |
| Belgia (Ultratop 50 Wallonia)              | 2              | [ 93 ]    |
| Canada (Canadian Albums Chart)             | 1              | [ 74 ]    |
| Cehia (ČNS IFPI)                           | 1              | [ 94 ]    |
| Elveția (Swiss Hitparade)                  | 1              | [ 95 ]    |
| Danemarca (Hitlisten)                      | 1              | [ 96 ]    |
| European Top 100 Albums                    | 1              | [ 88 ]    |
| Finlanda (Suomen virallinen lista)         | 1              | [ 97 ]    |
| Franța (SNEP)                              | 1              | [ 98 ]    |
| Germania (Offizielle Top 100)              | 1              | [ 89 ]    |
| Grecia (IFPI)                              | 1              | [ 99 ]    |
| Irlanda (IRMA)                             | 1              | [ 100 ]   |
| Italia (FIMI)                              | 1              | [ 101 ]   |
| Japonia (Oricon)                           | 1              | [ 79 ]    |
| Mexic (AMPROFON)                           | 3              | [ 81 ]    |
| Noua Zeelandă (RMNZ)                       | 5              | [ 78 ]    |
| Norvegia (VG-lista)                        | 2              | [ 102 ]   |
| Polonia (ZPAV)                             | 1              | [ 103 ]   |
| Portugalia (AFP)                           | 1              | [ 104 ]   |
| Regatul Unit (OCC)                         | 1              | [ 46 ]    |
| Spania (PROMUSICAE)                        | 1              | [ 105 ]   |
| Suedia (Sverigetopplistan)                 | 1              | [ 106 ]   |
| Statele Unite ale Americii (Billboard 200) | 1              | [ 107 ]   |
| Țările de Jos (MegaCharts)                 | 1              | [ 108 ]   |
| Ungaria (MAHASZ)                           | 2              | [ 109 ]   |

| Țară (clasament)                           | Poziția maximă | Referință |
| ------------------------------------------ | -------------- | --------- |
| Australia (ARIA)                           | 47             | [ 110 ]   |
| Austria (Ö3 Austria)                       | 16             | [ 111 ]   |
| Belgia (Ultratop Flanders)                 | 25             | [ 112 ]   |
| Belgia (Ultratop Wallonia)                 | 21             | [ 112 ]   |
| Canada (Canadian Albums)                   | 9              | [ 113 ]   |
| Danemarca (Hitlisten)                      | 16             | [ 114 ]   |
| Elveția (Schweizer Hitparade)              | 8              | [ 115 ]   |
| Germania (Offizielle Top 100)              | 14             | [ 116 ]   |
| Grecia (IFPI)                              | 12             | [ 117 ]   |
| Grecia (IFPI - Albume din străinătate)     | 2              | [ 118 ]   |
| Japonia (Oricon)                           | 42             | [ 119 ]   |
| Mexic (AMPROFON)                           | 6              | [ 120 ]   |
| Regatul Unit (OCC)                         | 36             | [ 121 ]   |
| Spania (PROMUSICAE)                        | 30             | [ 122 ]   |
| Suedia (Sverigetopplistan)                 | 14             | [ 123 ]   |
| Statele Unite ale Americii (Billboard 200) | 53             | [ 124 ]   |
| Țările de Jos (MegaCharts)                 | 16             | [ 125 ]   |
| Ungaria (MAHASZ)                           | 5              | [ 126 ]   |

## Vânzări și certificări
| \| Țara \| Vânzări/ puncte \| Certificare \| Referințe \| \| --------------------------------- \| --------------- \| ----------- \| ---------- \| \| Argentina (CAPIF) \| +40.000 \| \| [84] \| \| Australia (ARIA) \| +70.000 \| \| [77] \| \| Austria (IFPI Austria) \| +20.000 \| \| [127] \| \| Canada (Music Canada) \| +100.000 \| \| [75] \| \| Chile (IFPI) \| +7.500 \| \| [128][129] \| \| Danemarca (IFPI Danemarca) \| +30.000 \| \| [130] \| \| Finlanda (Musiikkituottajat) \| +22.000 \| \| [131][132] \| \| Franța (SNEP) \| +240.000 \| \| [133][134] \| \| Germania (BVMI) \| +200.000 \| \| [135] \| \| Grecia (IFPI) \| +15.000 \| \| [136] \| \| Irlanda (IRMA) \| +15.000 \| \| [137] \| \| Italia (FIMI) \| +175.770 \| \| [138] \| \| Japonia (RIAJ) \| +252.520 \| \| [139][119] \| \| Mexic (AMPROFON) \| +80.000 \| \| [82] \| \| Polonia (ZPAV) \| +20.000 \| \| [140] \| \| Portugalia (AFP) \| +20.000 \| \| [141] \| \| Regatul Unit (BPI) \| +335.520 \| \| [86][87] \| \| Rusia (NFPF) \| +60.000 \| \| [142] \| \| Spania (PROMUSICAE) \| +40.000 \| \| [143] \| \| Suedia (GLF) \| +20.000 \| \| [144] \| \| Statele Unite ale Americii (RIAA) \| +751.000 \| \| [72][73] \| \| Turcia \| +5.000 \| \| [145] \| \| Ungaria (MAHASZ) \| +6.000 \| \| [146] \| \| Sumar \| \| \| \| \| Europa (IFPI) \| +1.000.000 \| \| [147] \| \| În întreaga lume \| +4.000.000 \| \| [69] \| | Note - reprezintă „disc de aur”; - reprezintă „disc de platină”; - reprezintă „triplu disc de platină”. |             |                 |
| Țara | Vânzări/ puncte                                                                                         | Certificare | Referințe       |
| Argentina (CAPIF) | +40.000                                                                                                 |             | [ 84 ]          |
| Australia (ARIA) | +70.000                                                                                                 |             | [ 77 ]          |
| Austria (IFPI Austria) | +20.000                                                                                                 |             | [ 127 ]         |
| Canada (Music Canada) | +100.000                                                                                                |             | [ 75 ]          |
| Chile (IFPI) | +7.500                                                                                                  |             | [ 128 ] [ 129 ] |
| Danemarca (IFPI Danemarca) | +30.000                                                                                                 |             | [ 130 ]         |
| Finlanda (Musiikkituottajat) | +22.000                                                                                                 |             | [ 131 ] [ 132 ] |
| Franța (SNEP) | +240.000                                                                                                |             | [ 133 ] [ 134 ] |
| Germania (BVMI) | +200.000                                                                                                |             | [ 135 ]         |
| Grecia (IFPI) | +15.000                                                                                                 |             | [ 136 ]         |
| Irlanda (IRMA) | +15.000                                                                                                 |             | [ 137 ]         |
| Italia (FIMI) | +175.770                                                                                                |             | [ 138 ]         |
| Japonia (RIAJ) | +252.520                                                                                                |             | [ 139 ] [ 119 ] |
| Mexic (AMPROFON) | +80.000                                                                                                 |             | [ 82 ]          |
| Polonia (ZPAV) | +20.000                                                                                                 |             | [ 140 ]         |
| Portugalia (AFP) | +20.000                                                                                                 |             | [ 141 ]         |
| Regatul Unit (BPI) | +335.520                                                                                                |             | [ 86 ] [ 87 ]   |
| Rusia (NFPF) | +60.000                                                                                                 |             | [ 142 ]         |
| Spania (PROMUSICAE) | +40.000                                                                                                 |             | [ 143 ]         |
| Suedia (GLF) | +20.000                                                                                                 |             | [ 144 ]         |
| Statele Unite ale Americii (RIAA) | +751.000                                                                                                |             | [ 72 ] [ 73 ]   |
| Turcia | +5.000                                                                                                  |             | [ 145 ]         |
| Ungaria (MAHASZ) | +6.000                                                                                                  |             | [ 146 ]         |
| Sumar | |             |                 |
| Europa (IFPI) | +1.000.000                                                                                              |             | [ 147 ]         |
| În întreaga lume | +4.000.000                                                                                              |             | [ 69 ]          |

## Datele lansărilor
| Regiune                    | Dată            | Format                                 |
| -------------------------- | --------------- | -------------------------------------- |
| Mexic                      | 19 aprilie 2008 | CD Descărcare digitală                 |
| Uniunea Europeană          | 25 aprilie 2008 | CD Descărcare digitală                 |
| Regatul Unit               | 28 aprilie 2008 | CD Descărcare digitală                 |
| Regatul Unit               | 12 mai 2008     | Ediție specială                        |
| Regatul Unit               | 19 mai 2008     | 3- viniluri Set CD-uri [ 152 ]         |
| Statele Unite ale Americii | 19 aprilie 2008 | CD Ediție specială Descărcare digitală |
| Statele Unite ale Americii | 10 mai 2008     | 3 viniluri Set CD-uri [ 155 ]          |